# 은원융기
은원융기(隠元隆琦, 1592 ~ 1673)는 중국 명나라와 청나라 시대의 선사이다. 
1654년 일본의 거듭된 초청으로 일본으로 건너갔다. 1661년 일본 교토 우지시(宇治市)에 만푸쿠지(萬福寺)를 지었다. 이 사찰은 원래 은원융기가 머물렀던 중국 푸젠성 황벽산(黃檗山)의 만복사(萬福寺)를 그대로 재현했다.